# Unyambwa
Unyambwa (auch Umyambwa) ist ein Verwaltungsbezirk (englisch Ward) des Distrikts Singida (MC) in der tansanischen Region Singida.

## Geografie
Unyambwa ist ein Bezirk im nördlichen Zentralteil von Tansania im Osten der Regionshauptstadt Singida, etwa 5 bis 10 Kilometer vom Zentrum entfernt. Bei der Volkszählung 2022 lebten 13.633 Menschen in 2466 Haushalten auf einer Fläche von 71 Quadratkilometern.
Der Bezirk grenzt im Nordosten und Osten an den Distrikt Singida (DC), im Südosten an den Distrikt Ikungi und sonst an fünf Bezirke des Distrikts Singida (MC):
| Mtipa             |                                             | Kinyeto |
| Mitunduruni Minga | Kompassrose, die auf Nachbargemeinden zeigt | Mughamo |
| Mungumaji         | Unyamikumbi                                 | Siuyu   |

## Gliederung
Der Bezirk besteht aus vier Gemeinden (swahili Mtaa) mit zwanzig Orten (Kitongoji):
| Unyambwa - Sanga - Mahagye - Milade - Unyambwa C.C.M. - Unyambwa Juu - Kinyakaya - Manguapyughu | Kisasida - Mrama - Nambaro - Januka - Kisasida - Njia Panda | Ipungi - Ipungi - Kihendo - Mluwa - Mikunguu | Kinyakaya - Kinyakaya - Sanga - Mahanghie - Milade |

## Infrastruktur
- Bildung: Die Unyambwa Secondary School ist eine staatliche weiterführende Tagesschule mit einer Ausbildung bis zur 4. Stufe.[8]
- Gesundheit: Im Bezirk liegen zwei staatliche Apotheken.[9][10]